# Hiroko
hiroko（ヒロコ、1984年7月24日 - ）は、日本の女性歌手。mihimaru GT（現在無期限活動休止中。）のメインボーカル。主に作詞、たまに作曲担当。所属事務所はエイベックス・マネジメント。
出生から小学校までの12年間を兵庫県芦屋市で過ごし、中学から上京するまでの6年間は栃木県宇都宮市で育つ。兵庫県芦屋市立潮見小学校卒業、栃木県宇都宮市立姿川中学校卒業、栃木県立宇都宮中央女子高等学校総合家庭科卒業。

## 来歴
2001年-2002年
- 友人と観賞に来ていた某ライブ会場にて現所属事務所にスカウトされ、自身の幼い頃からの夢でもあった歌手を目指す。デビューへ向けて数々の作曲家のデモ楽曲を歌っていた中でコンポーザー兼ラッパーのmiyakeの楽曲と出会う。hirokoのルーツが演歌とJ-POPと洋楽とRockとHIPHOPということから様々なジャンルの音楽とラップを歌うことも得意としていたが、当時はまだラップを全て歌いこなすことが難しかったことから、2人組男女ユニット「mihimaru GT」を結成。
- 自身のルーツでもある「POP MUSIC」と「HIP HOP」をかけ合わせた「HIP POP」を掲げて、ポップでピースフルなユニットを目指す。

2003年
- 7月30日 - シングル『約束』でデビュー。

2004年-2005年
- メジャーデビュー後は鳴かず飛ばずが続く苦労を味わった。デビュー直後はストリートやライブハウスやクラブでライブを行う。小さなクラブでは演者がmihimaru GTとDJの3人に対し客が2人しかおらず、その客同士が顔を見合わせて気まずそうに帰っていったというエピソードも。曲の途中であったが中止せずクラブのバーテンダーに対して演奏した[2]。

2006年
- 5月3日 - シングル『気分上々↑↑』が2人が出演したヘアカラーのCMソングに使われて大ヒット、テレビ朝日の『MUSIC STATION』に初出演[2]。
- 11月17日 - ベストヒット歌謡祭2006でゴールドアーティスト賞を受賞。歌唱曲は『気分上々↑↑』。
- 12月16日 - 第39回日本有線大賞有線音楽賞を受賞。歌唱曲は『気分上々↑↑』。
- 12月30日 - 『気分上々↑↑』で第48回日本レコード大賞金賞を受賞。
- 12月31日 - 第57回NHK紅白歌合戦に初出場。『気分上々↑↑』で紅組トップバッターをつとめた。

2007年
- 11月20日 - ベストヒット歌謡祭2007でゴールドアーティスト賞を受賞。歌唱曲は『俄然Yeah!』。
- 12月31日 - 第58回NHK紅白歌合戦に『俄然Yeah!』で2年連続出場。

2008年
- 11月24日 - 全国ツアー締めくくりに日本武道館ライブ。
  - ファイナルライブゲストで柳沢慎吾、常田真太郎（from スキマスイッチ）、SOFFet、古坂大魔王が出演。
- 12月30日 - 『ギリギリHERO』で第50回日本レコード大賞優秀作品賞を受賞。

2009年
- 9月19日 -アジアソングフェスティバルで初の来韓公演を行った。

2010年
- 7月3日 - 休暇を経て横浜アリーナで復帰ライブ。

2011年
- 1月19日ソロ初シングル『GIRLZ UP ~stand up for yourself~』発表。
- 5月18日自身初となるソロアルバム『OPEN THE DOOR』発表。

2012年
- 8月29日 ソロでのコラボレーションアルバム『ヒロコラボ♪ ～ Featuring Collection～』発表。

2013年
- 3月20日 - 同年12月31日を以って無期限活動休止をすることを発表した[3]。
- 4月13日 - ももいろクローバーZ 春の一大事 2013 西武ドーム大会にゲスト出演。
- 9月22日 - mihimaLIVE2013 10th Anniversary Live〜渋谷公会堂公演。これを休止前ラストライブとした[4]。
- 12月24日 - mihimaru GT公式サイトで一般男性との入籍と女児の出産を発表[5]
- 12月31日 - 無期限活動休止[4]。

2019年
- 2月10日 - 活動休止中に離婚が成立していたことが報じられた。

2021年
- 4月12日 - Instagramにて活動再開を発表[6][7]。活動再開メッセージの中には「これからはマイペースに音楽を発信してゆければと思っております。」（コロナ禍の状況下において）「大変な日々が続いておりますが、皆さん健康第一でどうか元気でいてください。また笑顔で会いましょう！」（公式SNSより一部抜粋）と前向きなメッセージを届けた。同月、3年前に制作していた楽曲『Super Rainbow』Short ver.Long ver.を自身初となる公式Youtubeにて発表した。
- 6月5日 - 休止後初のデジタル配信シングル『Super Rainbow』を発表。

## 音楽性
好きな音楽はヒップホップ、ポップ、クラシック、レゲエ、ジャズ、ロック、ミクスチャー、演歌で、好きなアーティストはホイットニー・ヒューストン、アリーヤ、アリシア・キーズ、AQUA、マイケル・ジャクソン、BENNIE K、Mr.Children、ケツメイシ、THE BLUE HEARTS、ブラック・アイド・ピーズ、KICK THE CAN CREW、美空ひばり。

## 人物
- 特技はバスケットボール。元バスケ部（小学3年〜中学3年）で、中学3年時には副キャプテンを務めポジションはガード[8]。
- 高校2年生の頃に、浜崎あゆみのバック・ダンサーとして、オーディションに参加したことがある。
- いきものがかりのボーカル・吉岡聖恵とは、「ミュージックステーション」での共演以来、よく電話で話すほどの友人である。他にも絢香とも仲が良い。
- お酒は弱いためあまり飲まないと公式ホームページで公言している。
- 栃木にも数年住んでいたが、兵庫出身（出生〜小学6年までの12年間）であるため、現在も関西弁を話す[1]。
- 身長153.1cm、足のサイズ21.5cmと、小柄である[9]。
- 子供の頃、毛虫にポムという名前を付けて、腕に乗せていたという。
- 俳優の半田健人とは小学校の同級生である。
- 納豆や銀杏が好物。自炊の際にはよく使用し、キムチ鍋に納豆を入れたり茶碗蒸しに銀杏を15個入れていることもある。番組で納豆にプリンを混ぜた「納豆プリン」を柴咲コウに薦め、あっさり断られたが、ダウンタウンの松本人志やNEWSの増田貴久が食べると「けっこううまい！！」と、好評だった。
- 絵が「嵐の櫻井翔並みに下手」と言われる。不満があるとして2009年6月22日放送分の「嵐の宿題くん」にてその櫻井と対決したが、結局「どっちもヘタクソ」ということで引き分けに終わる[10]。

以下ミュージャック（2008年10月24日放送分）より
- 家電が好きで、ビックカメラなどによく行くらしい。65インチの液晶テレビを購入したが、部屋の広さに合わず、至近距離で見ている為、首が痛くなると語っている。
- ミルという愛犬を飼っている。
- 湿気が好きで、以前住んでいた8畳ワンルームの家に22畳用の加湿器を買い、湿度は80%を超えていた。
- 中学3年時には生徒会副会長を務めた。
- 公式インスタグラムなどによると、昔から忘れん坊なところがあり、忘れないようにメモをするが、メモを書いたこと自体を忘れてしまったりすることがよくあるという。

## ディスコグラフィ
※ mihimaru GTの楽曲については「mihimaru GT#ディスコグラフィ」参照

### ソロシングル
| #                                             | 発売日        | 作品                              | 最高順位 | 最高順位 | 最高順位 | 認定 | アルバム      |
| #                                             | 発売日        | 作品                              | オリコン | Hot 100  | RIAJ DL  | 認定 | アルバム      |
| --------------------------------------------- | ------------- | --------------------------------- | -------- | -------- | -------- | ---- | ------------- |
| 1st                                           | 2011年1月19日 | GIRLZ UP〜stand up for yourself〜 | 2        | 9        | 8        |      | OPEN THE DOOR |
| 2nd                                           | 2011年3月9日  | 最後の恋                          | 2        | 7        | 4        |      | OPEN THE DOOR |
| "—"はチャート圏外かチャート対象外を意味する。 |               |                                   |          |          |          |      |               |

### 配信
| # | 発売日         | 作品               | アルバム |
| - | -------------- | ------------------ | -------- |
| 1 | 2021年6月5日   | Super Rainbow      |          |
| 2 | 2021年10月10日 | Everything’s bette |          |

#### 客演
| 発売日                                        | 作品                                                            | 最高順位 | 最高順位 | 最高順位 | 認定 | アルバム                                |
| 発売日                                        | 作品                                                            | オリコン | Hot 100  | RIAJ DL  | 認定 | アルバム                                |
| --------------------------------------------- | --------------------------------------------------------------- | -------- | -------- | -------- | ---- | --------------------------------------- |
| 2011年4月27日                                 | I loved you(WISE feat.HIROKO)                                   | 4        | -        | 7        |      | Heart Connection〜BEST COLLABORATIONS〜 |
| 2011年9月28日                                 | ずっと君と…(INFINITY 16 welcomez TEE & hiroko from mihimaru GT) | 1        | 1        | 1        |      |                                         |
| 2021年11月24日                                | Season2 (iamSHUM feat. hiroko)                                  | -        |          |          |      |                                         |
| "—"はチャート圏外かチャート対象外を意味する。 |                                                                 |          |          |          |      |                                         |

### 参加作品
| 発売日                                        | 作品名                                                                     | 最高順位 | 最高順位 | 認定 | アルバム                  |
| 発売日                                        | 作品名                                                                     | Hot 100  | RIAJ DL  | 認定 | アルバム                  |
| --------------------------------------------- | -------------------------------------------------------------------------- | -------- | -------- | ---- | ------------------------- |
| 2007年10月31日                                | 宝島(SEAMO feat.hiroko from mihimaru GT)                                   | -        | -        |      | Round About               |
| 2007年11月14日                                | 手紙。。feat. hiroko(mihimaru GT)                                          | -        | -        |      | こいも俺ですばい          |
| 2009年3月4日                                  | Another Heart Calls The All-American Rejects feat.hiroko from mihimaru GT) | -        | -        |      | When The World Comes Down |
| 2010年3月3日                                  | 最後の言葉(ET-KING feat.h)                                                 | -        | -        |      | シングルコレクション!     |
| 2010年12月8日                                 | Clever Lady(AILIthanx to hiroko)                                           | -        | -        |      | Future                    |
| "—"はチャート圏外かチャート対象外を意味する。 |                                                                            |          |          |      |                           |

### アルバム
| #   | 発売日        | 情報          | 最高順位 | 最高順位   | 認定 |
| #   | 発売日        | 情報          | オリコン | ビルボード | 認定 |
| --- | ------------- | ------------- | -------- | ---------- | ---- |
| 1st | 2011年5月18日 | OPEN THE DOOR | 5        | 7          |      |

### ミュージック・ビデオ
| 年     | ビデオ                            | 監督       |
| ------ | --------------------------------- | ---------- |
| 2011年 | GIRLZ UP〜stand up for yourself〜 | UGICHIN    |
| 2011年 | 最後の恋                          | 大喜多正毅 |
| 2011年 | I loved you(WISE feat.HIROKO)     | 園田俊郎   |

## 出演

### Webドラマ
- FLOWER SHOP DIARY 第1話 泥だらけの訪問者（2009年11月、レコチョク・music.jp・dwango.jp、ユニバーサルJFilm）